# Wuthering Heights (filme de 1939)
Wuthering Heights (bra: O Morro dos Ventos Uivantes / prt: O Monte dos Vendavais) é um filme americano de 1939, do gênero drama, dirigido por William Wyler. Sua história é baseada na novela de mesmo nome da britânica Emily Brontë.
Em 2007, foi selecionado pela Biblioteca do Congresso dos Estados Unidos para ser preservado no National Film Registry (NFR).

## Sinopse
Um viajante perdido em meio a uma tempestade nas montanhas, consegue chegar a uma casa onde vive uma estranha família. À noite, ele parece ver um fantasma de uma mulher. Então a criada Ellen resolve lhe contar a história da família. Começa com a chegada do órfão cigano Heathcliff, trazido pelo dono da casa, o sr. Earnshaws. Imediatamente hostilizado pelo filho Hindley, ele a tudo suporta por sua paixão por Cathy, a filha. Quando o pai deles morre, Heathcliff perde toda a proteção e passa a ser o cavalariço da família. Cathy, apesar de apaixonada por Heathcliff, anseia por uma vida melhor e acaba se envolvendo com seu rico vizinho, o elegante Edgar. Esse romance destrói a relação dela com Heathcliff, que foge da casa mas retorna dez anos depois como um rico proprietário, disposto a se vingar de todos que o humilharam.

## Elenco
Segundo TV Guide:
- Laurence Olivier .... Heathcliff
- Merle Oberon .... Catherine Earnshaw Linton
- David Niven .... Edgar Linton
- Flora Robson .... Ellen Dean
- Donald Crisp .... Dr. Kenneth
- Geraldine Fitzgerald .... Isabella Linton
- Leo G. Carroll .... Joseph Earnshaw.

## Prêmios
Após seu lançamento, foi indicado a oito Oscars nas categorias de Melhor Filme, Melhor Diretor, Melhor Ator, Melhor Atriz Coadjuvante, Melhor Roteiro Adaptado, Melhor Direção de Arte, Melhor Trilha Sonora Original e Melhor Fotografia/Preto & Branco, vencendo esta última. No New York Film Critics de 1939, ganhou o prêmio de Melhor Filme.
O American Film Institute incluiu-o na posição #73 da lista 100 Anos... 100 Filmes e na #15 da 100 Anos... 100 Paixões.